# 朝鲜民主主义人民共和国国防委员会
朝鲜民主主义人民共和国国防委员会是朝鲜最高军事和国防机构，1998年开始行使中央政府权责，2016年改制为国务委员会。

## 历史
国防委员会前身为依据1972年12月27日通过的《朝鲜宪法》设立的朝鲜民主主义人民共和国中央人民委员会国防委员会，为中央人民委员会下辖机构。
根据1992年4月9日通过的宪法修正案，国防委员会脱离中央人民委员会。并指定为“国家最高军事领导机构”。
1998年9月5日，最高人民会议第十届第一次会议上，恢复内阁，撤销中央人民委员会并废除国家主席职位，并将国防委员会指定为“国家权力最高军事领导和国防综合管理机构”。根据2009年4月9日通过的宪法修正案，国防委员会为“国家权力的最高国防领导机构”。
国防委员会一直是朝鲜的最高领导机构，直到2016年6月29日通过的宪法修正案设立国务委员会为新的最高领导机构。原国防委员会撤销，只在战时召开。

## 职能
1972年宪法规定国防委员会是中央人民委员会下辖机构，协助中央人民委员会工作。
1992年通过的宪法修正案将国防委员会改为独立机构，并指定为“国家最高军事领导机构”：
- 指导国家全面武装力量和国防建设工作
- 任免主要军事官员
- 设立军衔，提拔将官
- 宣布紧急状态和动员令
- 发布决定和命令

根据1998年通过的宪法修正案，国防委员会成为朝鲜最高管理机构，并被指定为“最高军事领导和国家权力的全面国防管理机构”，具有以下职能：
- 指导朝鲜一切武装力量和全国国防建设
- 设立或撤销中央国防机关
- 任免重要军事干部
- 制定军衔，授予将军以上等级的军衔
- 宣布战争状态，发布动员令
- 发布命令和决定

根据2009年通过的宪法修正案，国防委员会委员长的权利扩张，委员会降级为监督机构。作为“国家权力的最高国防领导机构”，国防委员会具有以下职能：
- 确立国家贯彻先军革命路线的重要方针
- 指导国家全面武装力量和国防建设工作
- 监督执行朝鲜国防委员会委员长的命令和国防委员会的决定和指示的情况，并制定相关措施
- 撤销违背朝鲜国防委员会委员长命令和国防委员会决定和指示的决定和指示
- 设立或撤销国防部门中央机关
- 授予上将以上军衔
- 发布决定和命令

国防委员会对最高人民会议负责。
作为国防问题的指导者和协调者，朝鲜人民军、人民武力省、国家保卫省和社会安全省等安全机构直属国防委员会。

## 组织
1972年至2012年间，国防委员会由委员长、第一副委员长、委员长和委员组成。
国防委员会委员长是委员会的负责人，从1998年到 009年是朝鲜事实上的最高领导人，从2009年到2012年间为法律上的最高领导人。国防委员会委员长还兼任朝鲜人民军最高司令官。从1972年到1992年，国家主席兼任国防委员会主席。1992年后，国防委员会主席不再兼任国家主席，由最高人民会议选举产生。
1972年至1992年，国防委员会第一副委员长、副委员长和委员由最高人民会议根据国家主席的提名，经选举产生；1992年至2012年间，各副委员长和委员由国防委员会委员长提名，经选举产生。
2012年，因金正日被追授“国防委员会永远的委员长”称号，国防委员会委员长改为国防委员会第一委员长。同一项修正案还规定，国防委员会还由副主席和委员组成，由最高人民会议根据国防委员会第一任主席的提议选举产生。
国防委员会已知部门包括：
- 管理部门
- 外事部
- 侦察总局
- 政策部

委员会下辖的安全机构和组织：
- 人民武力省（后改制为国防省）
- 社会安全省
- 朝鲜人民军
- 国家保卫省

## 成员
以下是国防委员会于2016年6月29日撤销时的现任成员：
| 国防委员会第一委员长 | 国防委员会第一委员长         | 国防委员会第一委员长 | 国防委员会第一委员长 | 国防委员会第一委员长 |
| 第一委员长           | 第一委员长                   | 政党                 | 政党                 | 就职日               |
| -------------------- | ---------------------------- | -------------------- | -------------------- | -------------------- |
|                      | 金正恩 김정은 （生于1984年） |                      | 朝鲜劳动党           | 2012年4月13日        |
| 国防委员会副委员长   |                              |                      |                      |                      |
| 副委员长             | 副委员长                     | 政党                 | 政党                 | 就职日               |
|                      | 李勇武 리용무 (1925-2022)    |                      | 朝鲜劳动党           | 1998年9月5日         |
|                      | 吴克烈 오극렬 （生于1930年） |                      | 朝鲜劳动党           | 2009年2月19日        |
|                      | 黃炳誓 황병서 （生于1949年） |                      | 朝鲜劳动党           | 2014年9月25日        |
| 国防委员会委员       |                              |                      |                      |                      |
| 委员                 | 委员                         | 政党                 | 政党                 | 就职日               |
|                      | 金元弘 김원홍 （生于1945年） |                      | 朝鲜劳动党           | 2012年4月13日        |
|                      | 崔富一 최부일 （生于1944年） |                      | 朝鲜劳动党           | 2014年4月9日         |
|                      | 赵春龙 조춘룡 （生年不详）   |                      | 朝鲜劳动党           | 2014年4月9日         |
|                      | 李炳哲 리병철 （生于1948年） |                      | 朝鲜劳动党           | 2014年9月25日        |
|                      | 金春燮 김춘섭 （生年不详）   |                      | 朝鲜劳动党           | 2015年4月9日         |

## 延伸阅读
- Robbers, Gerhard. https://books.google.com/books?id=M3A-xgf1yM4C&pg=PA490 |chapterurl=缺少标题 (帮助). . Infobase Publishing. 2007: 490. ISBN 978-0-8160-6078-8.